# Kcho

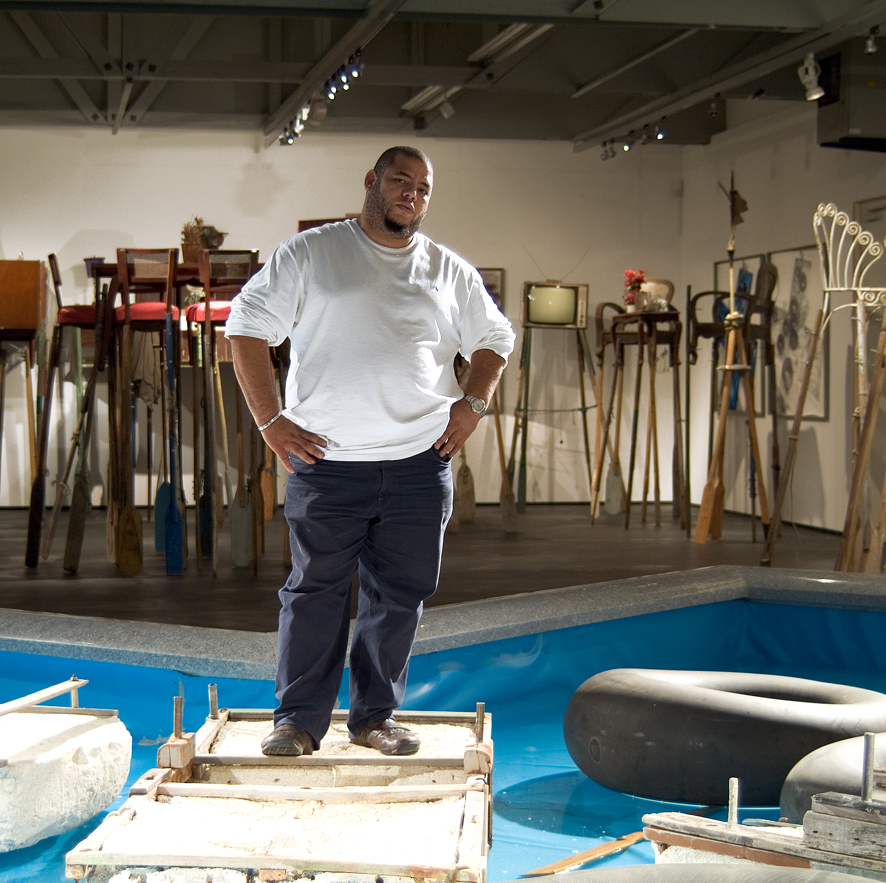
Kcho et Las playas infinitas (2005)

Kcho (parfois orthographié K'Cho), né Alexis Leyva Machado le 12 février 1970 à Nueva Gerona, sur l'Île de la Jeunesse (Cuba), est un artiste contemporain et un homme politique cubain.

## Carrière artistique
Diplômé de l'École nationale des arts plastiques de La Havane en 1990, il expose d'abord à Cuba et se fait connaître grâce à son installation Regata pendant la 5e Biennale de La Havane (1994). Il présente son travail à l'étranger à partir de 1991: Musée d'art contemporain de Montréal (Canada), Musée d'art contemporain de Los Angeles (États-Unis), Musée national centre d'art reine Sofía de Madrid (Espagne), etc.
Il réside à l’Atelier Calder à Saché de janvier à juillet 1999,.
Ses œuvres (installations, sculptures, dessins), réalisées avec des matériaux très variés, y compris des objets associés au monde de la mer, interprètent fréquemment le thème de la migration.
En 2015, dans le cadre de la XIIe Biennale de La Havane, l'artiste Kcho a créé le Museo Orgánico de Romerillo (MOR) dans son propre atelier et y a organisé une vaste exposition internationale. Près de quatre-vingt-dix artistes de nationalités diverses — parmi lesquels Spencer Tunick, Cecilia Paredes, Francisco Toledo, René Francisco, Roberto Diago, Belkis Ayón et Daldo Marte — y ont exposé leurs œuvres en dialogue avec celles de figures majeures de l'avant-garde artistique cubaine. La manifestation a mêlé peinture, sculpture, installation, photographie et art urbain à des projets de cirque, de musique et de théâtre de rue, faisant du MOR une véritable biennale dans la Biennale,.

## Politique
Alexis Leyva Machado est député de l'Île de la Jeunesse depuis 2003,.
En 2020 quand le performeur Luis Manuel Otero Alcántara est placé en détention, il signe une pétition regroupant 3 000 artistes, pour réclamer sa libération au nom « de la liberté de création et d’expression ».